# Frans (schaakopening)
Binnen het schaken is de Franse verdediging een opening die haar naam kreeg na een correspondentiepartij in 1834 tussen Londen en Parijs. De beginzetten zijn 1. e4 e6. Met deze zet laat de zwartspeler een deel van het centrum aan wit over, hij speelt een solide verdediging maar heeft iets minder speelruimte.
De Franse opening is ingedeeld bij de halfopen spelen en valt onder ECO-code C00. Voordien was deze verdediging al bekend dankzij Lucena, die haar als eerste in de vijftiende eeuw bestudeerd heeft. Ook anderen analyseerden deze veel gespeelde opening, zoals Aljechin, Chatard, McCutcheon, Nimzowitsch, Rubinstein, Tarrasch en Winawer. Michail Botvinnik, David Bronstein, Tigran Petrosjan en vooral Viktor Kortsjnoj hebben de Franse verdediging veel gespeeld. 
| Frans                    | 1.e4 e6 |
| Steinervariant           | 1.e4 e6 2.c4 |
| Spielmannvariant         | 1.e4 e6 2.b3 |
| Tartakowervariant        | 1.e4 e6 2.g3 |
| Koningsindische aanval   | 1.e4 e6 2.d3 |
| Steinitzaanval           | 1.e4 e6 2.e5 |
| Labourdonnaisvariant     | 1.e4 e6 2.f4 |
| vleugelgambiet           | 1.e4 e6 2.Pf3 d5 3.e5 c5 4.b4 |
| pelikaanvariant          | 1.e4 e6 2.Pc3 d5 3.f4 |
| twee paarden variant     | 1.e4 e6 2.Pc3 d5 3.Pf3 |
| Chigorinvariant          | 1.e4 e6 2.De2 |
| Lengfellner              | 1.e4 e6 2.d4 d6 |
| St George                | 1.e4 e6 2.d4 a6 |
| Schlechtervariant        | 1.e4 e6 2.d4 d5 3.Ld3 |
| Alapinvariant            | 1.e4 e6 2.d4 d5 3.Le3 |
| afruilvariant            | 1.e4 e6 2.d4 d5 3.exd5 exd5 |
| Svenonius-variant        | 1.e4 e5 2.d4 d5 3.exd5 exd5 4.Pc3 Pf6 5.Lg5                                                                                       |
| Bogoljubovvariant        | 1.e4 e6 2.d4 d5 3.exd5 exd5 4.Pc3 Pf6 5.Lg5 Pc6                                                                                   |
| Kasparovvariant          | 1.e4 e6 2.d4 d5 3.exd5 exd5 4.Pf3                                                                                                 |
| Schlechtervariant        | 1.e4 e6 2.d4 d5 3.Ld2 |
| doorschuifvariant        | 1.e4 e6 2.d4 d5 3.e5 |
| Steinitzmethode          | 1.e4 e6 2.d4 d5 3.e5 c5 4.dc |
| Nimzowitschvariant       | 1.e4 e6 2.d4 d5 3.e5 c5 4.Pf3 |
| Wadevariant              | 1.e4 e6 2.d4 d5 3.e5 c5 4.c3 Db6 5.Pf3 Ld7                                                                                        |
| Euwevariant              | 1.e4 e6 2.d4 d5 3.e5 c5 4.c3 Pc6 5.Pf3 Ld7                                                                                        |
| Milner-Barrygambiet      | 1.e4 e6 2.d4 d5 3.e5 c5 4.c3 Pc6 5.Pf3 Db6 6.Ld3 cxd4 7.cxd4 Ld7 8.o-o Pxd4                                                       |
| Hergertgambiet           | 1.e4 e6 2.d4 d5 3.c3 |
| Diemer-Duhmgambiet       | 1.e4 e6 2.d4 d5 3.c4 |
| Tarraschvariant          | 1.e4 e6 2.d4 d5 3.Pd2 |
| Haberditzvariant         | 1.e4 e6 2.d4 d5 3.Pd2 f5 |
| Guimardvariant           | 1.e4 e6 2.d4 d5 3.Pd2 Pc6 4.Pgf3 Pf6                                                                                              |
| Botwinnikvariant         | 1.e4 e6 2.d4 d5 3.Pd2 Pf6 4.e5 Pfd7 5.Ld3 c5 6.c3 b6                                                                              |
| Marshallvariant          | 1.e4 e6 2.d4 d5 3.Pc3 c5 |
| Rubinsteinvariant        | 1.e4 e6 2.d4 d5 3.Pc3 dxe4 |
| Boleslavskyvariant       | 1.e4 e6 2.d4 d5 3.Pc3 Pf6 4.e5 Pfd7 5.f4 c5 6.Pf3 Pc6 7.Le3                                                                       |
| Stofzuigervariant        | 1.e4 e6 2.d4 d5 3.Pc3 Pf6 4.e5 Pfd7 5.f4 c5 6.Pf3 Pc6 7.Le3 cxd4 8. Pxd4 Lc5 9. Dd2 Pxd4 10. Lxd4 Lxd4 11. Dxd4 Db6 12. Dxb6 Pxb6 |
| Steinitzvariant          | 1.e4 e6 2.d4 d5 3.Pc3 Pf6 4.e5 Pfd7 5.f4 c5 6.dxc5                                                                                |
| Burnvariant              | 1.e4 e6 2.d4 d5 3.Pc3 Pf6 4.Lg5 dxe4                                                                                              |
| MacCutcheonvariant       | 1.e4 e6 2.d4 d5 3.Pc3 Pf6 4.Lg5 Lb4                                                                                               |
| Tsjigorinvariant         | 1.e4 e6 2.d4 d5 3.Pc3 Pf6 4.Lg5 Lb4 5.e5 h6 6.ef                                                                                  |
| Bernsteinvariant         | 1.e4 e6 2.d4 d5 3.Pc3 Pf6 4.Lg5 Lb4 5.e5 h6 6.Lh4                                                                                 |
| Laskervariant            | 1.e4 e6 2.d4 d5 3.Pc3 Pf6 4.Lg5 Lh4 5.e5 h6 6.Ld2 Lc3 7.bc Pe4 8.Dg4 g6                                                           |
| klassieke variant        | 1.e4 e6 2.d4 d5 3.Pc3 Pf6 4.Lg5 Le7                                                                                               |
| Tartakowervariant        | 1.e4 e6 2.d4 d5 3.Pc3 Pf6 4.Lg5 Le7 5.e5 Pe4                                                                                      |
| Chatard-Aljechinvariant  | 1.e4 e6 2.d4 d5 3.Pc3 Pf6 4.Lg5 Le7 5.e5 Pfd7 6.h4                                                                                |
| Winawervariant           | 1.e4 e6 2.d4 d5 3.Pc3 Lb4 |
| Aljechingambiet          | 1.e4 e6 2.d4 d5 3.Pc3 Lb4 4.Pe2 de 5.a3 Lc3                                                                                       |
| Armeense variant         | 1.e4 e6 2.d4 d5 3.Pc3 Lb4 4.e5 c5 5.a3 La5                                                                                        |
| Petrosianvariant         | 1.e4 e6 2.d4 d5. 3.Pc3 Lb4 4.e5 Dd7                                                                                               |
| vergiftigde pion variant | 1.e4 e6 2.d4 d5 3.Pc3 Lb4 4.e5 c5 5.a3 Lxc3+ 6.bxc3 Pe7 7.Dg4 Dc7 8.Dxg7                                                          |